# Defizitbewässerung
Unter Defizitbewässerung versteht man die landwirtschaftliche Bewässerung mit einer bewusst unterhalb des optimalen Wasserbedarfs der Kulturpflanzen angesetzten Wassermenge. Es handelt sich zugleich um Möglichkeiten zur Erhöhung der Wassereffizienz in der Landwirtschaft.

## Prinzip und Mechanismus
Die Defizitbewässerung zielt darauf, in den Kulturpflanzen einen gezielten Trockenstress in jenen Phasen zu erzeugen, die sich kaum auf den Ernteertrag auswirken. Letztlich wird eine geringe Ertragsreduktion bei hoher Wassereinsparung in Kauf genommen. Im Zentrum der Strategie steht eine Stabilisierung bzw. Optimierung des landwirtschaftlichen Ertrags bei einer Maximierung der Wasserproduktivität (d. h. Erhöhung des wirtschaftlichen Erlöses im Verhältnis zur Wasserentnahme aus der Natur).
Dazu kann man sich folgenden physiologischen Zusammenhang zunutze machen: Über die Transpiration der Blätter geht das meiste von Pflanzen abgegebene Wasser zurück in die Erdatmosphäre. Die Menge der Wasserabgabe aus den Blättern wird durch die Öffnung der Spaltöffnungen kontrolliert, die neben der Wasserabgabe gleichzeitig die Aufnahme
von Kohlendioxid regulieren, das für die Photosynthese als auch für den Stoffaufbau wichtig ist. Eine der wesentlichen wissenschaftlichen Erkenntnisse, auf dem die Defizitbewässerung aufbaut, ist, dass sich die Regulationsmechanismen der Spaltöffnungen und damit der pflanzliche Stoffwechsel durch unterschiedliche Wassergaben bewusst steuern lassen.
Auf diesen Überlegungen aufbauend konnten im letzten Jahrzehnt Bewässerungsstrategien entwickelt werden, die mit geringerem Wasseraufkommen zu ähnlichen Erträgen führen und damit die Wassernutzungseffizienz deutlich verbessern. Diese Strategien führen teilweise sogar zu einer höheren Pflanzengesundheit und wirken sich vorteilhaft auf die Qualität der erzeugten Produkte aus.

## Verschiedene Ansätze der Defizitbewässerung
Mittlerweile werden unterschiedliche Strategien der Defizitbewässerung unterschieden, die zunächst vor allem im Obstbau und Weinbau international eingesetzt werden:
- regulierte Defizitbewässerung (RDI)
- partielles Austrocknen der Wurzelzone (PRD, partial rootzone drying)
- nachhaltige oder anhaltende Defizitbewässerung (SDI, sustained deficit irrigation)

### Regulierte Defizitbewässerung
Bei vielen Obstarten, aber auch bei einigen Getreiden wirkt sich die Größe der Frucht auf deren Gehalt an Inhaltsstoffen aus. Beispielsweise hat bei Rotweintrauben die Beerengröße erhebliche Auswirkungen auf den Gehalt an Gerb- und Aromastoffen der Weine. Zudem bewirken kleine Beeren einen geringeren Saftanteil im Verhältnis zu den in der Beerenschale enthaltenen  Farb-, Gerb- und Aromastoffe.
Zudem ist für eine hohe Weinqualität bei Rotweinen ein leichter Trockenstress zu Beginn der
Reifephase der Trauben wichtig. Die beste Weinqualität kam immer von Weinstöcken, deren Trauben kleine Beeren aufwiesen.
Im Weinbau lässt sich daher als Regel aufstellen: Es soll vermieden werden, die Trauben in der Phase des Fruchtansatzes optimal zu versorgen, da sonst die Beeren im Herbst zu groß sind. Um die Beeren klein zu halten, wird daher von der Blütezeit bis kurz vor Reifebeginn die Wasserversorgung der Rebanlagen gezielt auf ein Minimum reduziert. Vor dem Farbumschlag wird dann wieder intensiver bewässert, um dann eine zweite Trockenphase zu Reifebeginn (gleich nach dem Farbumschlag) einzuschieben; ab Mitte der Reifephase wird dann wieder mehr bewässert. Denn der so erzeugte Trockenstress fördert in den Pflanzen die Bildung von Abscisinsäure.
Bei bewusster Handhabung kommt das Wachstum des Triebes durch die „Regulierte Defizit-Bewässerung“ zum Stillstand; zugleich bleiben die Beeren kleiner und enthalten mehr Inhaltsstoffe und weisen auch niedrigere pH-Werte auf. Allerdings sind bei dieser Methode auch niedrigere Erträge zu erwarten.

### Teilweises Austrocknen der Wurzelzone
Diese Strategie der Defizitbewässerung beruht darauf, dass beispielsweise die Wurzeln von Weinstöcken in einem langsam austrocknenden Boden chemische Botenstoffe wie Abscisinsäure erzeugen, die an die oberirdischen Rebteile weitergeleitet werden. Den oberirdischen Teilen des Weinstocks wird dadurch signalisiert, dass die Wasserversorgung der Pflanze knapper wird. Daraufhin reduzieren die Blätter die Transpiration und damit den Wasserverbrauch, indem sie die Spaltöffnungen  schließen. Das verringert zugleich den Gasaustausch; so sinkt die Assimilationsleistung der Pflanze und das weitere Blatt- und Triebwachstum verlangsamt sich bzw. kommt im Extrem zum Stillstand. In dieser Situation versorgt die Pflanze bevorzugt die Trauben. So lange ein Teil der Wurzeln des Weinstocks noch so viel  Wasser nachliefern kann, dass die Vitalfunktionen der Pflanze aufrechterhalten bleiben, treten folglich keine Trockenschäden auf, auch wenn das vegetative Wachstum insgesamt vermindert wird.
Wenn der Boden stark ausgetrocknet ist, so kommt die Abscisinsäureproduktion der Wurzeln in den trockenen Bodenbereichen zum Erliegen. Die Wurzelspitzen im ausgetrockneten Boden sterben jedoch nicht ab, sondern verbleiben im inaktiven  Zustand. Während der Nacht verbraucht der Weinstock kein Wasser; alle Pflanzenteile, auch die Wurzeln im trockenen Boden, werden in dieser Zeit mit Wasser versorgt. So können die Wurzeln im ausgetrockneten Bereich lange Zeiträume überdauern, vorausgesetzt, dass ein Teil der Wurzeln der Weinpflanze noch ausreichend Wasser nachliefert. Wird der trockene Boden wieder durchfeuchtet, werden die darin vorhandenen Wurzeln wieder aktiv und können wieder ihre Aufgaben übernehmen; auch kann nun die Photosynthese wieder die volle Leistung erzielen und damit ein Sprosswachstum einsetzen.
Nicht nur in Versuchen, sondern auch in Praxistests hat sich im Weinbau gezeigt, dass diese Bewässerungsstrategie sowohl die Trauben- als auch die Weinqualität vorteilhaft verändert. Im Vergleich zur traditionellen Tropfbewässerung kann die Bewässerungsmenge etwa halbiert werden, ohne dass sich die Ertragsmenge verändert.

### Anhaltende Defizitbewässerung
Von den beiden bisher beschriebenen Bewässerungsstrategien unterscheidet sich die sustained deficit irrigation (SDI) deutlich. Hier wird im Lauf der Bewässerungsperiode immer weniger Wasser gegeben; zugleich nimmt im Verlauf der Vegetationsperiode das im Boden verfügbare Wasser immer weiter ab. Damit nimmt der Wasserstress für die Pflanzen langsam zu, und sie können sich an diesen anpassen. Diese Strategie ist aufgrund der Ertragsentwicklung für Weizen, Sonnenblume oder Mais besser geeignet als für Hirse oder für Baumwolle. Auch macht der Anbau von angepassten Sorten mehr Sinn als der von Hochertrags-Sorten.

## Umsetzung
In den letzten Jahren wird zunehmend das landwirtschaftliche Management der Wassernachfrage als ein wichtiges Instrument zum Erreichen eines Gleichgewichtes zwischen Nachfrage, Angebot und optimierter Nutzung von Wasser angesehen. Durch Anwendung der Defizitbewässerung kann der landwirtschaftliche Wasserverbrauch pro Landeinheit verringert werden. Damit lässt sich entweder der erwarteten Knappheit des Wassers in zahlreichen Bewässerungsregionen der Erde begegnen oder aber die bewässerte Fläche expandieren. Nach den bisher vorliegenden Modellen und Betriebserfahrungen wird die Bruttogewinnspanne der Landwirte für Defizitbewässerung größer sein als bei Vollbewässerung.